# Mary Tighe
Mary Tighe (9 octobre 1772 – 24 mars 1810) est une poétesse anglo-irlandaise.

## Biographie

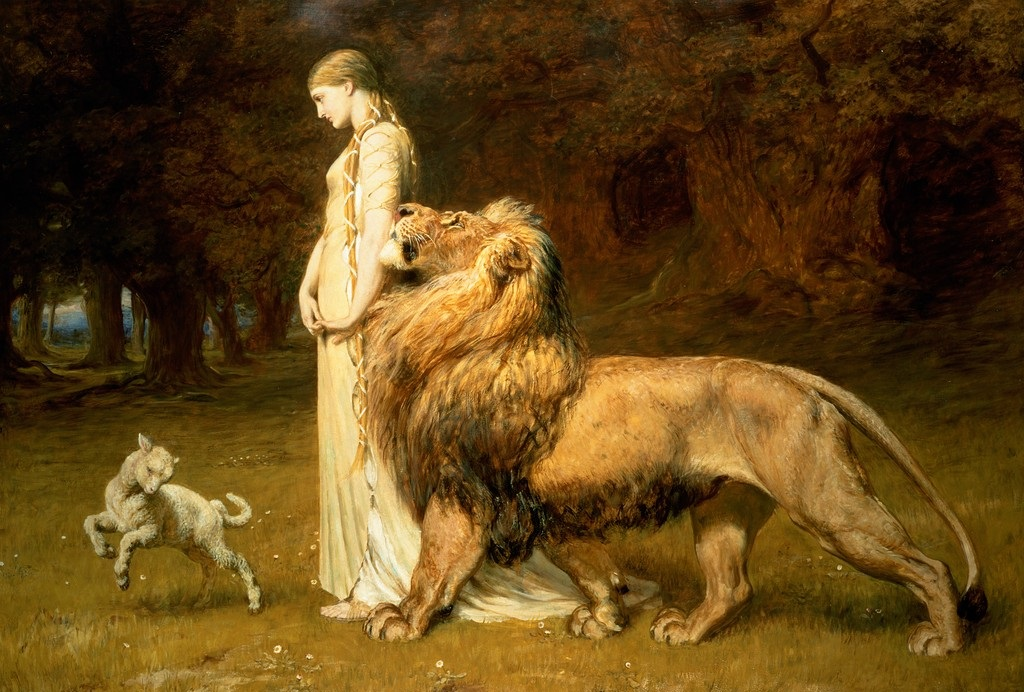
Una et le lion

Mary Blackford (ou Blanchford) est née à Dublin le 9 octobre 1772. Sa mère est Theodosia Tighe, une dirigeante méthodiste, et son père est William Blachford (en), un bibliothécaire et membre du clergé de l'Église d'Irlande. Elle avait une éducation religieuse stricte et à l'âge de 21 ans, elle épouse Henry Tighe (1768-1836), son cousin germain et membre du Parlement d'Irlande élu à Inistioge, Comté de Kilkenny. Son mariage semble malheureux, même si on en sait peu de choses.
Le couple s'installe à Londres au début du XIXe siècle. Tighe fait la connaissance du poète Thomas Moore, l'un des premiers admirateurs de son écriture, et d'autres personnes intéressées par la littérature. Bien qu'elle ait écrit depuis l'enfance, elle n'a rien publié jusqu'à Psyche (1805), un poème allégorique à six cantos en strophes Spenserienne. Psyche est admiré par beaucoup et loué par Thomas Moore dans son poème, To Mrs. Henry Tighe on reading her Psyche.

Psyché

Après avoir souffert pendant au moins un an, Mary Tighe subit une grave attaque de tuberculose en 1805. En février 1805, Thomas Moore déclara qu'elle menait « une lutte très sérieuse pour la vie » et qu'en août de la même année, on lui prescrit d'aller à Madère. Moore a également affirmé qu'« un autre hiver sera inévitablement sa mort ». Tighe vit encore cinq années et passe les derniers mois de sa vie comme invalide chez son beau-frère, à Woodstock, dans le comté de Wicklow en Irlande. Elle a été enterrée dans l'église d'Initioge dans le comté de Kilkenny. Son journal intime a été détruit, bien qu'un cousin en ait copié des extraits.
L'année suivant sa mort, une nouvelle édition de Psyche est publiée, accompagnée de poèmes inédits ; c'est cette édition qui établit sa renommée littéraire. John Keats est l'un de ses admirateurs et lui rend hommage dans son poème To Some Ladies. Pam Perkins écrit : « Malgré la morosité de nombre des courts poèmes du volume de 1811, dans la plupart des écrits du XIXe siècle sur Tighe, on a tendance à faire d'elle un exemple exemplaire de la longue souffrance la féminité, une tendance illustrée de la manière la plus célèbre dans l'hommage rendu par Felicia Hemans à cette femme, The Grave of a Poetess. ».